# ガブリエル・メルカド
ガブリエル・メルカド（Gabriel Iván Mercado, 1987年3月18日 - ）は、アルゼンチン・チュブ州出身の元同国代表サッカー選手。SCインテルナシオナル所属。ポジションはディフェンダー（センターバック、右サイドバック）。

## 経歴

### クラブ
ラシン・クルブの下部組織出身で、2007年3月2日のニューウェルズ・オールドボーイズ戦でデビューした。プリメーラ・ディビシオン2006-07シーズン後期では19試合中7試合に出場したが、右サイドバックでの出場が多かった。2007-08シーズン前期でも7試合に出場したが、後期ではセンターバックのポジションでレギュラーになった。2008-09シーズン前期からは再び右サイドバックを務めることが多かった。
2010年7月、エストゥディアンテス・デ・ラ・プラタに移籍した。
2012年7月、CAリーベル・プレートに移籍した。
2016年8月4日、セビージャFCに3年契約で移籍した。
2019年6月11日、アル・ラーヤンSCに移籍した。

### 代表
2007年に飛躍的な成長を遂げ、同年、U-20アルゼンチン代表として南米ユース選手権とFIFA U-20ワールドカップに出場した。2010年2月10日のジャマイカ戦でA代表デビュー。2016年3月24日のワールドカップ予選チリ戦で決勝点となる代表初得点を挙げた。2018年、ロシアワールドカップ本大会のメンバーに召集され、初戦のアイスランド戦を除く3試合にフル出場。三戦目のナイジェリア戦で、86分にマルコス・ロホのゴールをアシストし、決勝トーナメント進出に貢献した。決勝トーナメントラウンド16・フランス戦では、リオネル・メッシの放ったシュートのコースを変える形で、一時は勝ち越しとなる得点を挙げたが、チームは4-3で惜敗し、敗退した。

## 代表歴

### 出場大会
- アルゼンチン代表
  - 2018 FIFAワールドカップ

### 試合数
- 国際Aマッチ 24試合 4得点（2010年-2019年）[1]

| アルゼンチン代表 | 国際Aマッチ | 国際Aマッチ |
| 年               | 出場        | 得点        |
| ---------------- | ----------- | ----------- |
| 2010             | 1           | 0           |
| 2011             | 0           | 0           |
| 2012             | 0           | 0           |
| 2013             | 0           | 0           |
| 2014             | 0           | 0           |
| 2015             | 1           | 0           |
| 2016             | 10          | 2           |
| 2017             | 5           | 1           |
| 2018             | 6           | 1           |
| 2019             | 1           | 0           |
| 通算             | 24          | 4           |

## タイトル
エストゥディアンテス・デ・ラ・プラタ
- プリメーラ・ディビシオン : 2010A

リーベル・プレート
- プリメーラ・ディビシオン : 2014F
- コパ・スダメリカーナ : 2014
- レコパ・スダメリカーナ : 2015
- コパ・リベルタドーレス : 2015
- スルガ銀行チャンピオンシップ : 2015
- コパ・アルヘンティーナ : 2016

U-20アルゼンチン代表
- FIFA U-20ワールドカップ : 2007

アルゼンチン代表
- スーペルクラシコ・デ・ラス・アメリカス : 2017